# Canton d'Entrevaux
Le canton d'Entrevaux est une ancienne division administrative française située dans le département des Alpes-de-Haute-Provence et la région Provence-Alpes-Côte d'Azur.

## Composition
Le canton d'Entrevaux regroupait six communes :
| Nom                   | Code Insee | Intercommunalité                              | Population (dernière pop. légale) |
| --------------------- | ---------- | --------------------------------------------- | --------------------------------- |
| Entrevaux (chef-lieu) | 04076      | CC Alpes Provence Verdon - Sources de Lumière | 880 (2014)                        |
| Castellet-lès-Sausses | 04042      | CC Alpes Provence Verdon - Sources de Lumière | 138 (2014)                        |
| La Rochette           | 04170      | CC Alpes Provence Verdon - Sources de Lumière | 65 (2014)                         |
| Saint-Pierre          | 04194      | CC Alpes Provence Verdon - Sources de Lumière | 97 (2014)                         |
| Sausses               | 04202      | CC Alpes Provence Verdon - Sources de Lumière | 122 (2014)                        |
| Val-de-Chalvagne      | 04043      | CC Alpes Provence Verdon - Sources de Lumière | 85 (2014)                         |

## Histoire
À la suite du décret du 24 février 2014, le canton a fusionné avec celui de Castellane, fin mars 2015, pour les élections départementales de 2015.

## Représentation

### Conseillers généraux de 1833 à 2015
| Période                                  | Période          | Identité                                 | Étiquette                | Qualité |
| ---------------------------------------- | ---------------- | ---------------------------------------- | ------------------------ | --- |
| 1833                                     | 1835 (décès)     | Louis Denis Jean-Baptiste David          |                          | Avocat, propriétaire à Entrevaux |
| 1835                                     | 1836             | Honoré-Jérôme Bernard                    |                          | Ancien maire d'Entrevaux |
| 1836                                     | 1842             | Jacques Ferdinand Sauvan                 |                          | Médecin, directeur des postes à Entrevaux |
| 1842                                     | 1845             | Jean Honoré Grac                         |                          | Propriétaire à Entrevaux, conseiller d'arrondissement                                                                                                |
| 1845                                     | 1850             | Désiré Ailhaud                           |                          | Négociant, maire d'Entrevaux |
| 1850                                     | 1871             | Antoine Séraphin Lautard                 |                          | Médecin, maire d'Entrevaux |
| 1871                                     | 1877             | Augustin Marcellin                       | Droite                   | Médecin, propriétaire, maire de Sausses |
| 1877                                     | 1879 (décès)     | Etienne Amaudric du Chaffaut (1824-1879) | Droite                   | Colonel de l'artillerie |
| 1879                                     | 1882             | Antoine Ollivier (1823-1906)             | Républicain              | Médecin à Barcelonnette puis à Digne |
| 1882                                     | 1889             | Paul-Joseph Maurel                       | Républicain              | Pharmacien, maire d'Entrevaux |
| 1889                                     | 1891 (démission) | Ferdinand Féraudy                        | Républicain              | Notaire, maire d'Entrevaux, conseiller d'arrondissement                                                                                              |
| 1891                                     | 1891 (décès)     | Xavier Mathieu                           |                          | Médecin à Entrevaux, conseiller d'arrondissement |
| 10 janvier 1892                          | 1895             | Cléophas Thiéry                          | Républicain              | Inspecteur des chemins de fer en retraite |
| 1895                                     | 1901             | Joseph Pierre Séraphin Cossa             | Républicain              | Docteur en médecine à Entrevaux |
| 1901                                     | 1913             | Georges Magnier                          | Républicain Progressiste | Receveur principal des douanes, Entrevaux |
| 1913                                     | 1919             | Julien Liautaud                          | Républicain Progressiste | Docteur en médecine à Entrevaux |
| 1919                                     | 1937             | Charles Bouquier                         | Rad.                     | Avocat, avoué à Digne Maire de Digne (1929-1935) |
| 1937                                     | 1940             | Henri Baréty                             | Union Nationale          | Industriel, maire d'Entrevaux Nommé membre de la Commission administrative départementale en 1941 Nommé conseiller départemental en 1943             |
|                                          |                  |                                          |                          | |
| 1945                                     | 1964             | Charles Bernardini                       | SFIO                     | Employé des douanes Maire d'Entrevaux |
| 1964                                     | 1970             | M. Vernoux                               | DVD                      | Militaire, maire d'Entrevaux |
| 1970                                     | 1976             | Ernest Don                               | PS                       | Directeur d'école retraité Conseiller général du canton d'Entrevaux (1970-1988) Président du Conseil Général des Alpes-de-Haute-Provence (1985-1988) |
| 1988                                     | 2008             | Gilbert Brun                             | PCF                      | Retraité, Président du SIVOM du Canton d'Entrevaux                                                                                                   |
| 2008                                     | 2015             | Gilbert Laurent                          | DVD                      | Maire d'Entrevaux jusqu'en 2014 |
| Les données manquantes sont à compléter. |                  |                                          |                          | |

### Conseillers d'arrondissement (de 1833 à 1940)
Le canton d'Entrevaux avait deux conseillers d'arrondissement.
| Période                                  | Période                   | Identité                          | Étiquette                | Qualité |
| ---------------------------------------- | ------------------------- | --------------------------------- | ------------------------ | --- |
| 1833                                     | 1839                      | Jean Honoré Grac                  |                          | Propriétaire à Entrevaux                                                                                    |
|                                          |                           |                                   |                          | |
| 1842                                     | 1845                      | M. Ailhaud                        |                          | Négociant, adjoint au maire d'Entrevaux                                                                     |
| 1845                                     | 1848                      | Joseph Marius Laugery (1816-1886) |                          | Négociant à Entrevaux                                                                                       |
|                                          |                           |                                   |                          | |
| 1880                                     | 1889                      | Ferdinand Féraudy                 | Opposition               | Notaire, maire d'Entrevaux, suppléant du juge de paix                                                       |
| 1889                                     | 1891 (démission)          | Xavier Mathieu                    |                          | Médecin à Entrevaux                                                                                         |
|                                          |                           |                                   |                          | |
|                                          | 1896 (démission d'office) | Georges Charnier                  |                          | Notaire à Entrevaux                                                                                         |
|                                          |                           |                                   |                          | |
| 1898                                     |                           | Hyacinthe Halec (1832-1908)       | Républicain progressiste | Instituteur retraité, ancien suppléant du juge de paix, propriétaire à Entrevaux                            |
| 1898                                     |                           | M. Solomas                        | Républicain progressiste | |
|                                          |                           |                                   |                          | |
| 1910                                     | ?                         | Calixte Desdier (1875-1957)       |                          | Vicaire à Entrevaux                                                                                         |
|                                          |                           |                                   |                          | |
| 1931                                     | 1934                      | Benjamin Halec                    | Droite                   | Cultivateur à Entrevaux                                                                                     |
| 1934                                     | 1940                      | Jacques Bernos                    | Républicain indépendant  | |
| 1934                                     | 1940                      | Firmin Auzias                     | Radical                  | |
| 1940                                     |                           |                                   |                          | Les conseils d'arrondissement ont été suspendus par la loi du 12 octobre 1940 et n'ont jamais été réactivés |
| Les données manquantes sont à compléter. |                           |                                   |                          | |

## Démographie
| 1962  | 1968  | 1975 | 1982  | 1990  | 1999  | 2006  | 2011  | 2012  |
| ----- | ----- | ---- | ----- | ----- | ----- | ----- | ----- | ----- |
| 1 303 | 1 057 | 978  | 1 050 | 1 126 | 1 087 | 1 296 | 1 438 | 1 418 |

## Sources